# مکت‌آتون
مِکِت‌آتون (انگلیسی: Meketaten؛ ‏ مصری باستان: mꜥkt itn؛ ‏به معنای «آتون را بنگر» یا «محافظت‌شده توسط آتون») یا مِکِت‌آتن شاهدخت اهل مصر باستان بود. وی دومین دختر از شش دختر فرعون مصر آخناتون و همسر بزرگ سلطنتی او نفرتیتی بود. او احتمالاً بین سال‌های چهارم و چهاردهم سلطنت آخناتون زندگی می‌کرد. اگرچه اطلاعات کمی در مورد او وجود دارد، او اغلب با خواهرانش و به همراه والدین سلطنتی‌اش در دو سوم اول دوره عمارنه به تصویر کشیده می‌شود.

## زندگی‌نامه
مِکِت‌آتون تقریباً در سال چهارم سلطنت فرعون مصر آخناتون و همسر بزرگ سلطنتی او نفرتیتی به دنیا آمد. او یک خواهر بزرگتر به نام میریت‌آتون و چهار خواهر کوچکتر داشت: عنخ‌اسن‌آمون، نفرنفروآتون تاشیریت، نفرنفرور و ستپ‌ان‌رع. توت‌عنخ‌آمون احتمالاً برادر تنی یا شاید برادر ناتنی آنها از طریق پدرشان بود.
سال تولد او بر اساس تاریخ کتیبه‌هایی که به او اشاره دارد، تخمین زده می‌شود. اولین تصویر شناخته شده از مِکِت‌آتون بر روی دیوارهای معبد حویت بن-بن در تِبِس است که به مادرش نفرتیتی تقدیم شده است. مِکِت‌آتون علاوه بر این در کتیبه‌های بعدی در پشت میریت‌آتون ظاهر می‌شود که تصور می‌شود به سال چهارم یا بعد از آن مربوط می‌شود. علاوه بر این، تصویر او به سنگ یادبود مرزی آخناتون اضافه شد که رویدادهای سال چهارم را بیان می‌کند و در سال پنجم حک شده است.
مِکِت‌آتون و خانواده سلطنتی در حالی که او هنوز یک کودک کوچک بود به آختاتون یا عمارنه نقل مکان کردند. مقبره‌های اشراف عمارنه و خانواده سلطنتی از جمله مِکِت‌آتون را در صحنه‌های مختلف زندگی سلطنتی به تصویر می‌کشد. در مقبره آیی، مِکِت‌آتون در حالی که یک سینی از هدایا را در دست دارد در حالی که بازوی خود را دور گردن نفرتیتی پیچیده است، به تصویر کشیده شده است. در سال ۱۲ سلطنت پدرش، مِکِت‌آتون و خانواده‌اش در پذیرایی از یک هیئت خارجی که برای ادای احترام آمده بودند، شرکت کردند. این را می‌توان در صحنه‌های متعددی که در داخل مقبره‌های خصوصی یک مقام حکومتی «هویا» و کاهن بزرگ مریرع دوم به تصویر کشیده شده است، مشاهده کرد.
بناهای دیگری که به مِکِت‌آتون اشاره می‌کنند عبارتند از یک سنگ یادبود از هلیوپلیس یک پایه مجسمه از فیوم و مقبره پانحسی و پارن‌نفر.

## مرگ و تدفین

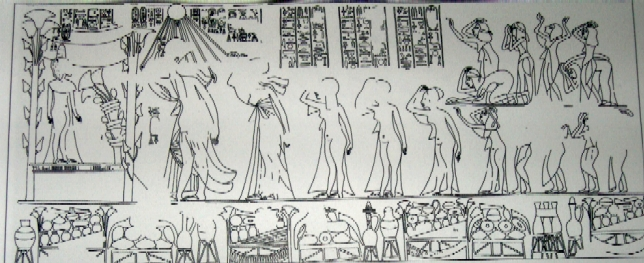
مِکِت‌آتون زیر چادر، در نقاشی‌های دیواری اتاق به تصویر کشیده شده است. در مقابل او: آخناتون، نفرتیتی، میریت‌آتون، عنخ‌اسن‌آمون و نفرنفروآتون تاشیریت.

مِکِت‌آتون تقریباً در سال چهاردهم سلطنت آخناتون درگذشت. او به احتمال زیاد به همراه سایر اعضای خانواده سلطنتی بر اثر طاعون درگذشت. بین سال‌های ۱۲ و ۱۵، بسیاری از اعضای خانواده سلطنتی از مدارک سلطنتی ناپدید می‌شوند و دیگر نامی از آنها بازمی‌ماند: ملکه مادر تیه، همسر دوم پادشاه کیا، و دختران پادشاه نفرنفرور، ستپ‌ان‌رع و مِکِت‌آتون.
مِکِت‌آتون احتمالاً در گورستان سلطنتی اخناتون دفن شده است؛ جایی که قطعاتی از تابوت او پیدا شد. کتیبه‌های روی گور سنگی به اسامی پدر و مادرش، خواهرش عنخ‌اسن‌آمون و پدربزرگ و مادربزرگش آمنهوتپ سوم و ملکه تیه اشاره می‌کنند. در حالی که نام‌های موجود در صحنه ترسیمی در محفظهٔ {\displaystyle \alpha } از بین رفته است شده‌اند، هیروگلیف‌ها در اتاق {\displaystyle \gamma } تصویری از یک زن جوان مرده را به‌عنوان مِکِت‌آتون نشان می‌دهند.
در اتاق {\displaystyle \gamma }، صحنه دیگری هست که تصویری با برچسب مِکِت‌آتون را نشان می‌دهد که زیر یک سایبان ایستاده است. در مقابل او، آخناتون، نفرتیتی و سه دخترشان، میریت‌آتون، عنخ‌اسن‌آمون و نفرنفروآتون تاشیریت ایستاده‌اند. چندین صحنه دیگر در داخل مقبره احتمالاً به او مربوط می‌شود. در هر دو اتاق {\displaystyle \alpha } و {\displaystyle \gamma }، آخناتون و نفرتیتی روی بدن بی‌حرکت زنی خم می‌شوند. فرعون و همسر بزرگ سلطنتی اش گریه می‌کنند و بازوی یکدیگر را برای حمایت گرفته‌اند. پشت سر آنها، دایه‌ای، یک نوزاد را در آغوش خود گهواره می‌کند و یک حامل بادبزن همراه او دیده می‌شود که نشان دهنده جایگاه سلطنتی نوزاد است.